# Славошовиці
Славошовиці (пол. Sławoszowice, нім. Schlabitz) — село в Польщі, у гміні Мілич Мілицького повіту Нижньосілезького воєводства.
Населення — 711 осіб (2011).
У 1975-1998 роках село належало до Вроцлавського воєводства.

## Демографія
Демографічна структура станом на 31 березня 2011 року:
|          | Загалом | Допрацездатний вік | Працездатний вік | Постпрацездатний вік |
| -------- | ------- | ------------------ | ---------------- | -------------------- |
| Чоловіки | 358     | 79                 | 246              | 33                   |
| Жінки    | 353     | 72                 | 210              | 71                   |
| Разом    | 711     | 151                | 456              | 104                  |